# Eurrhyparodes
Eurrhyparodes is een geslacht van vlinders van de familie van de grasmotten (Crambidae), uit de onderfamilie van de Spilomelinae. De wetenschappelijke naam voor dit geslacht is voor het eerst gepubliceerd in 1880 door Pieter Snellen.

## Soorten
- E. bracteolalis (Zeller, 1852)
- E. calis Druce, 1902
- E. diffracta Meyrick, 1936
- E. leechi South, 1901
- E. lygdamis Druce, 1902
- E. multilinea (Bethune-Baker, 1906)
- E. nymphulalis Strand, 1918
- E. plumbeimarginalis Hampson, 1898
- E. sculdus Dyar, 1914
- E. splendens Druce, 1895
- E. syllepidia Hampson, 1898
- E. tricoloralis (Zeller, 1852)